# Blacksod Bay/Broad Haven SPA
Blacksod Bay/Broad Haven SPA este o arie protejată (arie de protecție specială avifaunistică — SPA) din Irlanda întinsă pe o suprafață de 16.218,54 ha, integral pe uscat.

## Localizare
Centrul sitului Blacksod Bay/Broad Haven SPA este situat la coordonatele 54°10′27″N 9°56′58″W / 54.174267°N 9.949441°V.

## Înființare
Situl Blacksod Bay/Broad Haven SPA a fost declarat arie de protecție specială avifaunistică în iulie 2021 pentru a proteja 25 de specii de animale.

## Biodiversitate
Situată în ecoregiunea atlantică, aria protejată nu include niciun habitat protejat.
La baza desemnării sitului se află mai multe specii protejate de  păsări (25): rață mare (Anas platyrhynchos), pietruș (Arenaria interpres), Calidris alba, fugaci de țărm (Calidris alpina), Calidris alpina schinzii, Calidris canutus, prundaș gulerat mare (Charadrius hiaticula), cufundar mare (Gavia immer), cufundar mic (Gavia stellata), scoicar (Haematopus ostralegus), pescăruș sur (Larus canus), pescăruș râzător (Larus ridibundus), sitar de mal nordic (Limosa lapponica), rață neagră (Melanitta nigra), Mergus serrator, culic mare (Numenius arquata), cormoran mare (Phalacrocorax carbo), ploier auriu (Pluvialis apricaria), ploier argintiu (Pluvialis squatarola), chiră de baltă (Sterna hirundo), Sterna paradisaea, chiră de mare (Sterna sandvicensis), călifar alb (Tadorna tadorna), fluierar cu picioare verzi (Tringa nebularia), fluierarul cu picioare roșii (Tringa totanus).